# Cocorí (libro)
Cocorí es una novela corta del escritor costarricense Joaquín Gutiérrez, publicada por primera vez en Chile, en 1947 por la Editorial Rapa Nui. Cocorí se ha convertido en una de las obras más traducidas de la literatura de Costa Rica, lo que le ha valido un estatus de obra insigne dentro de la misma. El libro ha sido usado desde 1995 como parte del segundo ciclo de enseñanza básica en los centros educativos públicos y privados del país. 
En los últimos años el libro ha recibido gran cantidad de críticas de parte de la comunidad afrodescendiente del país e incluso fue removido temporalmente del programa educativo del Ministerio de Educación Pública de Costa Rica, por considerar que en su contenido se difunden distintas expresiones y actitudes racistas, por promover estereotipos sobre las personas negras y por no reflejar el acontecer histórico de la zona Caribe del país.

## Sinopsis
Cocorí es un niño que habita en un pueblo donde tiene contacto con el mar, y a la vez con toda la naturaleza del bosque tropical. Cierto día, un barco se acerca al puerto, y Cocorí tiene la oportunidad de subir en él para conocer a sus tripulantes. Entre ellos, está una niña rubia. Con una curiosidad muy infantil, Cocorí se sorprende por el cabello de la niña, ya que nunca ha visto una como ella, y la niña piensa que la piel de Cocorí se ha llenado de hollín y por eso se ha oscurecido, pues nunca ha visto personas que no sean de tez blanca.
Comienzan a interactuar, y a Cocorí le parece que la niña es hermosa. Después de un rato, ella regala un beso y una rosa a Cocorí, y él le hace la promesa de traerle un mono tití. De esta forma, Cocorí deja la rosa en un vaso de agua, se aventura en la selva y logra atrapar a un mono tití, pero cuando regresa a la playa para dárselo a la niña, descubre que el barco se ha marchado. Decepcionado, vuelve a su casa para descubrir que su rosa se ha marchitado. Entonces, surge en el alma del niño una pregunta: ¿Por qué la rosa vivió sólo un día? Animado por este dilema existencial, recorre la selva en busca de una respuesta. En medio de peligros y situaciones difíciles, consigue a quienes serán sus compañeros en esta travesía: Doña Modorra la Tortuga, y el monito Tití.
Tras enfrentarse a algunos peligros, y luego de varios días ausente, el niño y sus amigos regresan a su hogar sin haber logrado su propósito. Se encuentran entonces con el Negro Cantor, quien finalmente le da una respuesta, y feliz, Cocorí regresa a su casa para descubrir que, del tallo seco que había quedado de su rosa, su madre ha cultivado un rosal.

## Personajes
- Cocorí: es el protagonista de la novela o el relato, un niño afrodescendiente que vive cerca de una playa en el Caribe de Costa Rica.

- Doña Modorra: es una anciana y sabia tortuga que vive en la misma playa donde habita Cocorí. Éste le ayuda a volverse cuando había caído patas arriba sobre su caparazón, por lo que se vuelve en una de las compañeras de Cocorí durante sus aventuras en la selva.

- El monito Tití: travieso y juguetón, Cocorí lo captura para regalárselo a la niña rubia, pero cuando el barco se va,Cocorí se puso triste, luego termina haciéndose amigo de Cocorí y lo acompaña en su aventura en la selva. Es el personaje cómico del relato.

- Mamá Drusila: es la madre de Cocorí. Es la primera persona a la que Cocorí le pregunta el porqué de la brevedad de la vida de su rosa, pero ella no sabe darle la respuesta. Luego de que Cocorí desaparece en la selva, cultiva un rosal para él para que no vuelva a irse nunca.

- El Negro Cantor: es un personaje que vive en la comunidad de Cocorí y se la pasa haciendo música con una flauta. Con este instrumento parece poder comunicarse con los animales. Es el que sabe la respuesta a la pregunta de Cocorí.

- La Niña Rubia: es una pasajera del barco que arriba a las tierras donde vive Cocorí. Le regala un beso y una rosa al niño que luego motivará su aventura en la selva.

- Don Torcuato: es un caimán, según de trescientos años de edad al que Cocorí sale a buscar para encontrar una respuesta a su pregunta. No obstante, el animal intenta devorar al niño.

- Talamanca la Bocaracá: es una inmensa y terrorífica serpiente que habita en lo profundo de la selva, a la que Cocorí intenta consultar para dar respuesta a su pregunta, pero la encuentran durmiendo una larga siesta que dura varios años.

## Análisis literario
Cocorí está estructurado como un cuento maravilloso o cuento de hadas moderno. De esta forma, el cuento inicia con una pérdida del héroe (la niña rubia-la rosa), lo que lo hace rebelarse contra el orden establecido. El héroe entra en crisis con la sociedad o consigo mismo, por lo que rompe con ella y se lanza a un viaje de autodescubrimiento, que es el típico viaje del iniciado. Durante la travesía, el héroe del relato es sometido a dos pruebas: una particular (cuando Cocorí ayuda a doña Modorra que estaba patas arriba), donde sus virtudes morales son enfrentadas. Este acto de bondad lo hace acreedor de un elemento mágico que le ayudará en el viaje: la misma doña Modorra, una sabia tortuga que habla, que lo acompaña y lo aconseja. El monito Tití, su otro compañero, funciona a la vez como guía y previsor del peligro (le advierte a Cocorí desde lo alto de los árboles), además de funcionar como elemento jocoso y de contraste con la seriedad de la misión de Cocorí. La otra prueba es fundamental, en este caso, la travesía de Cocorí por la selva y su enfrentamiento con Don Torcuato y la serpiente, que servirá de iniciación al héroe y al final le permitirá comprender el sentido de la vida y las leyes sociales y naturales, que le permiten volver al orden preestablecido. En Cocorí, pues, hay un triunfo de lo establecido, no del personaje.
Se ha considerado a Cocorí como una novela corta o un cuento largo. El tema central de la obra es la fugacidad de la vida, usando para ello a la rosa como elemento significativo o simbólico. Se establece un motivo claro: lo efímero de la vida, donde ésta toma sentido cuando es intensa aunque sea corta (como la rosa), en lugar de ser larga y sin sentido (como las prolongadas vidas de Don Torcuato y Talamanca). En Cocorí, lo esencial está en vivir, no en durar.

## Polémica
La obra Cocorí ha recibido críticas en varias ocasiones por tener contenido racista, el cual escritores, académicos, estudiantes, diputadas y diputados de Costa Rica han señalado a lo largo de los años. Ejemplo de ello son las críticas de parte del escritor afrocostarricense Quince Duncan desde la primera vez que externó su disgusto por la obra en 1983, las críticas de la filóloga Lorein Powell en su tesis Lectura (en crisis) de tres obras racistas (1985) y las críticas de las legisladoras Epsy Campbell Barr y Maureen Clarke.
Una de las mayores críticas contra el libro viene de la forma en que el autor describe al personaje principal. En la obra se tilda al niño afrodescendiente de "raro", de "Negrito" (en mayúscula, como si fuera su segundo nombre) e incluso en una versión preliminar del libro la niña rubia lo llama "monito". Del mismo modo, se considera despectiva la forma en que la niña trata de frotar la piel del niño negro para quitarle el supuesto hollín que lo haría verse raro.
Probablemente, los mayores cuestionamientos hacia la novela  provienen de la famosa escena mencionada en la que Cocorí conoce a una niña blanca en un barco, la cual es fundamental para el desarrollo del argumento. Del mismo modo, se critica cómo la obra describe a las mujeres negras con cualidades de animales que "braman" y "zapatean" al mismo tiempo que da a la niña blanca características agradables como "suave", "miel", "puñado de bucles", lo que presenta una dualidad en la que se asocia lo blanco con lo bueno y lo negro con lo malo.
En ese mismo contexto, es claro que la negritud es considerada como "mala" y con estereotipos salvajes en el personaje principal o en otros secundarios, con frases como "pensamientos más negros que su piel" o "dormitar al sol rumiando pensamientos negros y malvados", en referencia a ciertos animales agresivos con los que Cocorí interactúa en su camino.
Se cree también que Cocorí fue escrito en un periodo histórico en donde la construcción identitaria del costarricense partía de la blanquitud de todos sus habitantes y que por ello se emplea una mirada de otro y se describe como un extraño al niño y al negro en general.
Otra crítica recurrente al texto que es no representa la cultura afrocaribeña de Limón ni su historia. Por ejemplo, el escritor Quince Duncan dice que la obra no podría tratarse de Limón al incluir en el personaje de Cocorí rasgos como ignorancia sobre las personas blancas por parte de los negros, la ignorancia sobre los botes o los reflejos en el agua. Al mismo tiempo, el músico y rapero Huba Watson no solo expresó esto en su canción titulada Cocorí, sino señaló cómo el uso del libro en las escuelas crea tensiones y discriminación hacia los niños y niñas afrodescendientes, así como la enseñanza de estereotipos desde muy temprana edad.
El cuento, considerado un clásico de la literatura costarricense, fue incluido en 1995 como parte de la lista de lecturas recomendadas por parte del Ministerio de Educación Pública y en ese mismo año los estudiantes Lindley Dixon Powell y Epsy Tanisha Swaby Campbell (hija de la legisladora Epsy Campbell) interpusieron un recurso de amparo en contra de la lectura obligatoria de la obra en su centro educativo. El recurso fue interpuesto en contra del Ministerio de Educación y en aquella ocasión la Sala Constitucional del poder Judicial de Costa Rica negó en su fallo que el libro tuviera contenido racista.
En 2003 el libro dejó de ser parte de la lista de lecturas recomendadas por el Ministerio de Educación Pública. Las críticas en contra del texto de parte de la legisladora Epsy Campbell, el escritor Quince Duncan, la entonces Ministra de la Condición de la Mujer, Esmeralda Britton, la escritora Eulalia Bernard llegaron al reconocimiento del entonces Presidente de la República Abel Pacheco de la Espriella de que la obra no era apta para ser analizada en centro educativos, considerando que la lectura de Cocorí no podría ser vista desde una posición crítica ni metafórica en edad escolar.
Ante los hechos, el diputado Federico Malavassi Calvo interpuso ese mismo año un recurso de amparo en contra del Ministerio de Educación y el presidente, por atribuirles la exclusión del texto. En una segunda ocasión, la Sala Constitucional estipuló que el texto no era racista. El retiro de la obra causó también algunos académicos y periodistas defendieran la obra por enaltecer a la persona negra.
En 2015 la polémica se reavivó cuando se dio a conocer que el Ministerio de Cultura y Juventud financió un musical basado en la historia de Cocorí. Ello causó que los diputados y diputadas de la Comisión de Derechos Humanos del Congreso costarricense interpelaran a la ministra de Cultura Elizabeth Fonseca y al director del Centro Nacional de la Música, Guillermo Madriz, lo que finalmente resultó en el cese del financiamiento al proyecto por parte del Ministerio de Cultura y Juventud. La Sala Constitucional condenó el accionar del Estado, luego de un recurso interpuesto por el abogado Yashin Castrillo.
Sumado a esto, las diputadas Maureen Clarke y Epsy Campbell Barr, interpusieron un segundo recurso de amparo en contra de la lectura de la obra en centros educativos. Tras volverse noticioso el recurso, la opinión pública reaccionó en contra de la censura de la obra. Tras su interpelación, las diputadas dijeron no tener la intención de censurar sino de no promover su uso en las aulas y agregaron que recibieron amenazas e insultos racistas a través de redes sociales. La defensora de los habitantes Monserrat Carboni, quien expresó que en Costa Rica el racismo siempre ha ocurrido de manera solapada. El Presidente de la República Luis Guillermo Solís Rivera, el primero en su cargo identificarse como afrodescendiente, evitó inclinarse por la eliminación del texto en la educación y abogó a utilizar la obra como punto de discusión crítica sobre el racismo. Músicos y escritores apoyaron la iniciativa de usar el cuento como una oportunidad para debatir sobre el contenido racista del mismo.
Las críticas de las legisladoras fueron acuerpadas por el Comité contra la Discriminación Racial de la Organización de las Naciones Unidas (ONU), entidad que emitió una petición al gobierno de Costa Rica de retirar el libro de los centros educativos. En contra de esta petición se manifestó el exministro de educación Leonardo Garnier Rímolo, quien defiende el uso del texto en las aulas y lo reintrodujo durante su cargo.

## Ilustraciones
Las edición de Editorial Universitaria Centroamericana EDUCA en 1997, fue la primera en incluir ilustraciones realizadas por el maestro caricaturista costarricense Hugo Díaz Jiménez, fueron ilustraciones a color, pintadas con acuarela. Más tarde, para el año 2000, la edición publicada por Editorial Legado S.A. introduce una serie de nuevas ilustraciones, también de Hugo Díaz, en donde se introducen algunos ajustes que había sugerido el mismo autor del libro, Joaquín Gutiérrez.